# Márcia Chuva
Márcia Regina Romeiro Chuva, mais comumente Márcia Chuva é uma historiadora e escritora brasileira formada em doutorado pela Universidade Federal Fluminense e pós-doutorado pela Universidade de Coimbra, ela é autora de diversos livros como Entre a herança e a presença: o patrimônio cultural de referência negra no Rio de Janeiro e Sociogênese das práticas de preservação do patrimônio cultural no Brasil (anos 1930-1940). Atualmente trabalha como professora universitária na Universidade Federal do Estado do Rio de Janeiro (UNIRIO). 

## Carreira
Graduou-se da Universidade Federal do Rio de Janeiro em 1985 e atualmente é Historiadora e Professora Associada III da Universidade Federal do Estado do Rio de Janeiro - UNIRIO, onde atua na graduação e na pós-graduação. É também professora no Programa de Mestrado Profissional em Patrimônio Cultural do Instituto do Patrimônio Histórico e Artístico Nacional (IPHAN). Especialista em estudos críticos do patrimônio, suas pesquisas focam atualmente nas políticas de memória, patrimônio e museus com ênfase nos debates pós-coloniais. De 2018 a 2021, coordenou a equipe brasileira do projeto ECHOES (European Colonial Heritage Modalities in Entangled Cities) - Horizon 2020, integrado ao Centro de Estudos Sociais da Universidade de Coimbra (CES UC). Foi coordenadora do Grupo de Trabalho de História e Patrimônio da ANPUH Brasil (2017-2019). Foi pesquisadora visitante no Centro de Estudos Sociais da Universidade de Coimbra (2019-2020) e fez Estágio Sênior no Exterior na Faculdade de Letras da Universidade de Coimbra com bolsa Capes (2014-2015). 